# Giovan Battista Rossetti
Giovan Battista Rossetti (Ferrara, ... – 1600 ?) è stato un cuoco italiano.

## Biografia

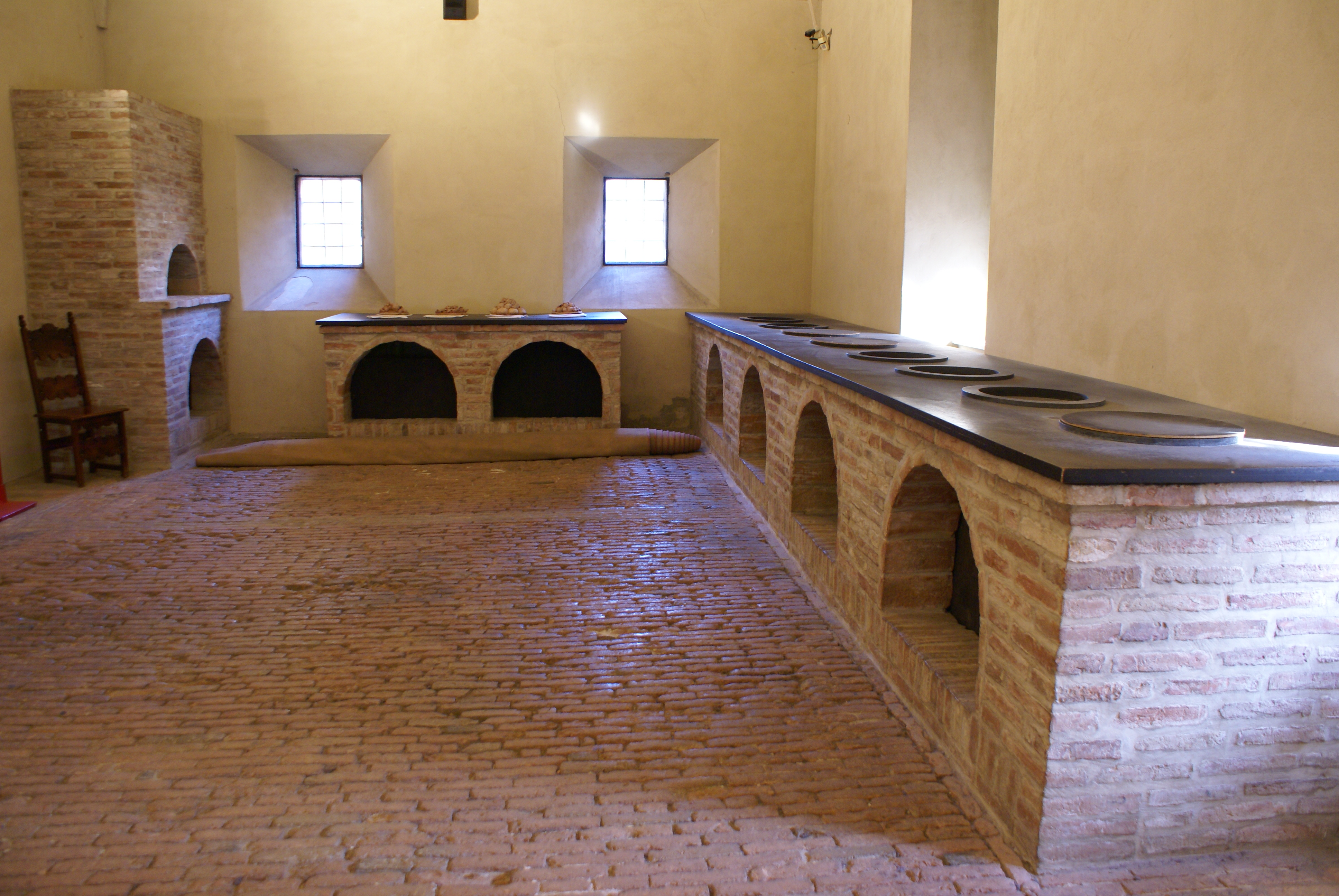
Cucine del Castello Estense come apparivano in un'immagine del 2015

Non si hanno molte notizie sulla vita di Giovan Battista Rossetti, si sa che ebbe i natali a Ferrara e che fu scalco alla corte degli Este a Ferrara ai tempi di Alfonso II d'Este e fu anche al servizio di Lucrezia d'Este quando fu duchessa d'Urbino. Nel 1557 entrò al servizio del duca di Ferrara in qualità di scalco, incarico molto importante poiché gli spettava selezionare e dirigere i cuochi e la servitù, provvedere alla mensa del suo signore col quale si consultava, rifornirne la dispensa e organizzare i banchetti nei minimi dettagli.
A lui si deve la prima testimonianza scritta dei cappellacci di zucca. Nella sua opera e ricettario li chiama tortelli di zucca con il butirro anche se in seguito verranno preparati in modi differenti.

## Opera

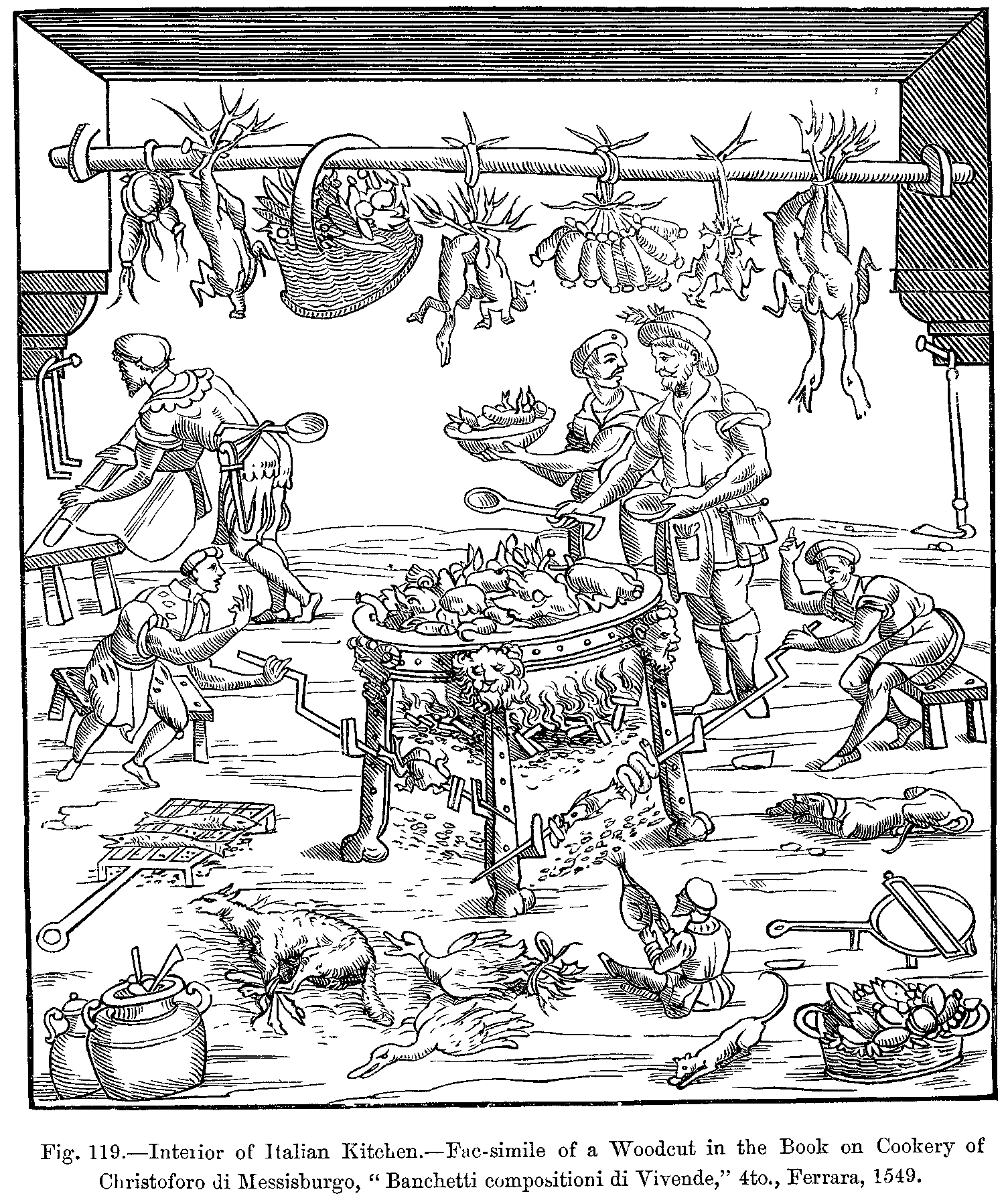
Interno di una cucina italiana, dal libro di cucina di Cristoforo da Messisbugo: Banchetti composizioni di vivande e apparecchio generale, 1549

Come Cristoforo di Messisbugo, oltre ad essere scalco di corte, scrisse anche un testo di cucina e di organizzazione per feste e bamchetti. La sua opera scritta venne pubblicata nel 1584 ed è composta da tre parti principali. Nella prima parte descrive il compito e le prerogative dello scalco, con le sue responsabilità e i suoi sottoposti. Nella seconda parte spiega come si debbano organizzare convitti e banchetti per la corte, adatti a nobili e notabili. Descrive un banchetto particolare, quello organizzato per il matrimonio tra il suo signore, Alfonso II d'Este e la sua consorte Barbara d'Austria, avvenuto nel dicembre del 1565. Nella terza parte, descrivendo la grande varietà delle offerte culinarie, espone anche diverse sue ricette per specifiche preparazioni, anche se l'opera non è da intendersi come un libro di ricette, poiché lo scalco non è un semplice cuoco.